# منتگلفیر (دهانه)
منتگلفیر یک دهانه برخوردی در ماه‌ است.

## دهانه‌های اقماری
این دهانه ۴ دهانه اقماری دارد.
| Montgolfier | عرض جغرافیایی | طول جغرافیایی | قطر          |
| ----------- | ------------- | ------------- | ------------ |
| Y           | ۵۰.۵° N       | ۱۶۱.۳° W      | ۴۰.۰ کیلومتر |
| P           | ۴۶.۱° N       | ۱۶۰.۹° W      | ۳۶.۰ کیلومتر |
| J           | ۴۶.۴° N       | ۱۵۸.۲° W      | ۲۸.۰ کیلومتر |
| W           | ۴۹.۳° N       | ۱۶۴.۴° W      | ۳۷.۰ کیلومتر |